# ليوناردو مانجي
ليوناردو مانجي (بالبرتغالية: Leonardo Manzi‏) هو لاعب كرة قدم ومدرب كرة قدم برازيلي في مركز الهجوم، ولد في 28 أبريل 1969 في غويانيا في البرازيل. لعب مع نادي إنترناسيونال ونادي جوفنتودي ونادي سانت باولي ونادي سانتوس ونادي غاما ونادي فيلا نوفا وهانوفر 96.

## وصلات خارجية
- ليوناردو مانجي على موقع قاعدة بيانات كرة القدم.إي يو (الإنجليزية)